# Anne Applebaum
Anne Elizabeth Applebaum (Washington, 25 de julio de 1964) es periodista, historiadora, columnista y escritora estadounidense especializada en la historia del comunismo y el desarrollo de la sociedad civil en Europa del Este y la Unión Soviética / Rusia.

## Biografía
Hija de Elizabeth Bloom y Harvey M. Applebaum, creció, según sus palabras, en una familia reformista judía. Estudió en la Universidad de Yale y obtuvo una beca Marshall en la Escuela de Economía y Ciencia Política de Londres y en el St Antony's College de la Universidad de Oxford.
En 1992 se casó con Radosław Sikorski, político y escritor que ha sido ministro de Exteriores y de Defensa en Polonia, país del que Applebaum obtuvo la ciudadanía en 2013. Tienen dos hijos: Aleksander y Tadeusz.

## Periodista
En 1988 fue a Varsovia como corresponsal del semanario The Economist, desde donde cubrió las transiciones sociopolíticas en Europa del Este, antes y después de la caída del muro de Berlín (1989), sobre la que también informó. En los años 1990 vivió entre Londres y Varsovia; fue columnista del periódico londinense Evening Standard. Applebaum —quien habla inglés, francés, polaco y ruso— ha sido columnista de periódicos y miembro del Consejo Editorial del diario Washington Post.

## Obra
Su primer libro es una guía de viaje, Entre el este y el oeste (1994). Con el segundo, casi una década más tarde, Gulag (2003), se hizo famosa al ganar el Premio Pulitzer del año siguiente. 
En 2012 publicó El telón de acero. La destrucción de Europa del Este, en la cual, según el New York Times:
"Nos ha brindado un registro triste y concreto que honra la memoria de los millones que fueron masacrados, torturados y desaparecidos en la demente persecución del totalitarismo".

## Libros
- Between East and West: Across the Borderlands of Europe (1994); (Entre el Este y el Oeste. A través de las fronteras de Europa)
- Gulag: A History (2003); Gulag. Historia de los campos de concentración soviéticos, traducción al español de Magdalena Chocano; Penguin Random House (2012), ISBN 9788499922294
- Iron Curtain: The Crushing of Eastern Europe, 1944–1956 (2012); El telón de acero. La destrucción de Europa del Este 1944-1956, traducción al español de Sílvia Pons Pradilla; Penguin Random House (2014) ISBN 9788499924199
- Red Famine: Stalin's War on Ukraine (2017); Hambruna roja. La guerra de Stalin contra Ucrania. Traducción de Nerea Arando. Debate (2019). ISBN 9788499929026
- Twilight of Democracy: The Seductive Lure of Authoritarianism (2020); El ocaso de la democracia: La seducción del autoritarismo, traducción de Francisco J. Ramos Mena; Debate (2021) ISBN 9788418056581

## Premios y reconocimientos
- Beca Mashall
- 1992, Premio Charles Douglas Home Memorial Trust.
- 1966, Premio Adolph Bentinck por Entre el Este y el Oeste.
- 2004, Premio Pulitzer por Gulag.
- 2010, Premio Petőfi  (Hungría).
- 2012, Finalista del Premio Nacional del Libro con El telón de acero (EE. UU.).
- 2013, Premio Cundill por El telón de acero (Universidad McGill).
- 2021, Premio de Periodismo Francisco Cerecedo.[3]